# Penelopides
Penelopides là một chi chim trong họ Bucerotidae.